# Havnebyen

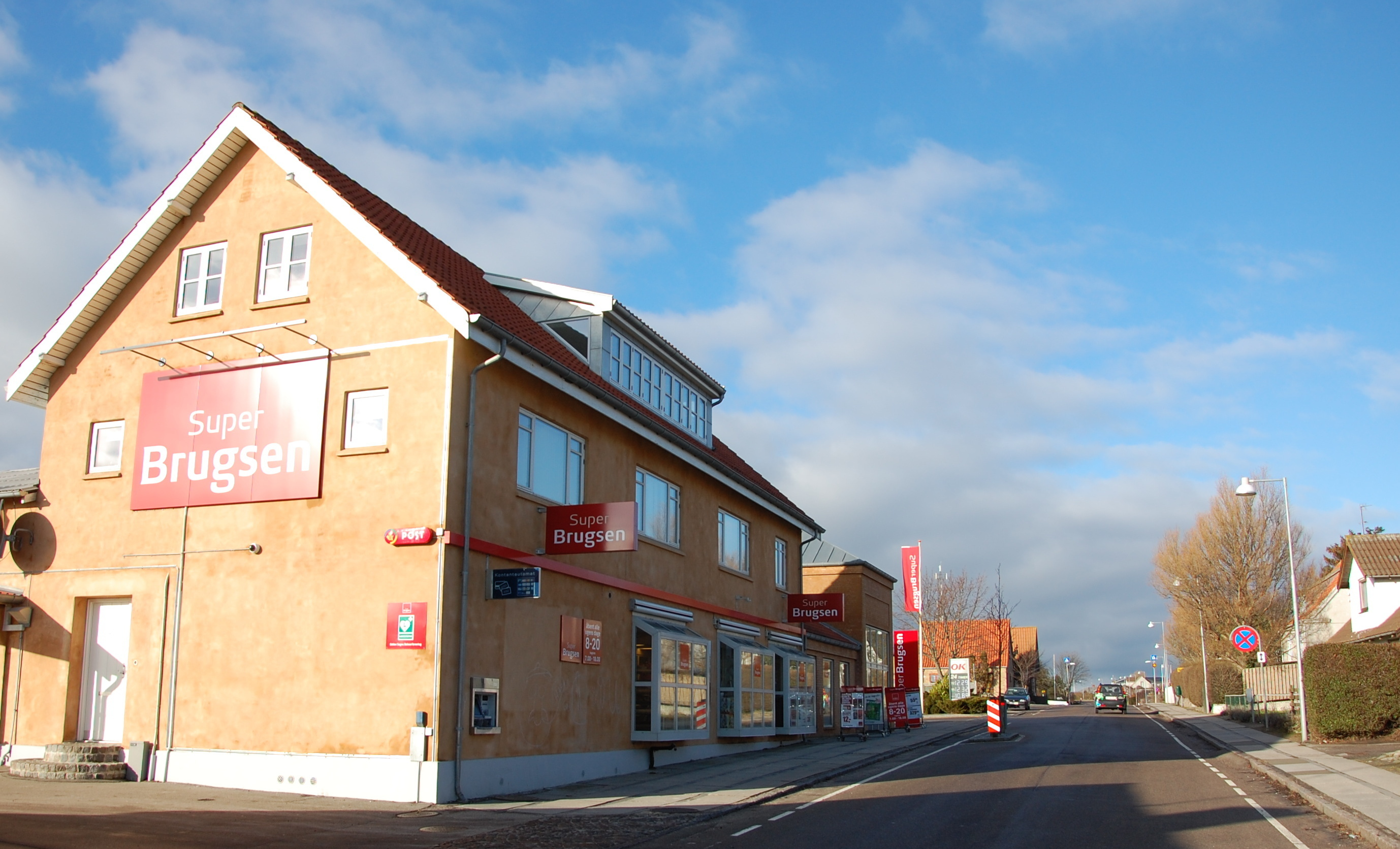
Detaljhandeln SuperBrugsen vid Oddenvej

Havnebyen ett danskt fiskeläge i Odsherreds kommun på Sjællands Odde i region Sjælland, med omkring 600 invånare. 
Under perioden 1920–1960 bedrevs kommersiellt och sportfiske på den numera fredade blåfenad tonfisken i Sverige och Danmark, och det bedrevs då ett omfattande fiske från Odden havn Havnebyen, både yrkesmässigt och av sportfiskare.